# Stará marka
Stará marka (německy Altmark) je region na severu německé spolkové země Sasko-Anhaltsko. Dnes je Stará marka rozdělena mezi zemské okresy (německy Landkreise) Stará marka-Salzwedel a Stendal. Původně byl region součástí Braniborska, roku 1815 byl však od něj oddělen a připojen k nově zřízené pruské provincii Sasku.
Stará marka leží na levém břehu Labe, protékají jí řeky Jeetzen a Aland. Největším jezerem je Arendsee. Kraj je rovinatý (součást Středoevropské nížiny), nejvyšším bodem je Hellberge se 160 metry nad mořem. Povrch tvoří močály, vřesoviště a dubové nebo borové lesy. Na severovýchodě se nachází úrodná zemědělská oblast Wische. Významné jsou zdejší zásoby zemního plynu. Největším městem je Stendal. V městečku Schönhausen se narodil kancléř Otto von Bismarck.
V roce 937 byla zřízena Saská východní marka, v níž vládl markrabí Gero. Z tohoto centra se v období zvaném Ostsiedlung postupně rozšiřovalo Braniborské markrabství postupně na východ do oblastí osídlených Slovany, proto se od roku 1304 začal pro původní braniborské území používat název Antiqua Marcha (Stará marka). V pozdním středověku byla zdejší města Stendal, Salzwedel, Osterburg a Tangermünde součástí hanzy.